# Oliver Anthony
Oliver Anthony, bürgerlich Christopher Anthony Lunsford, (* im 20. Jahrhundert in Virginia) ist ein US-amerikanischer Country-Folk-Sänger und Songwriter. Im August 2023 veröffentlichte er die Single Rich Men North of Richmond, die auf Platz 1 der US-Charts debütierte. Das machte Anthony zum ersten Künstler überhaupt, der ohne jegliche vorherige Chartplatzierung auf dem ersten Platz einstieg.

## Leben
Oliver Anthony stammt aus Virginia, wo er mit Stand August 2023 ein Grundstück in der Town Farmville, dem Verwaltungssitz des Prince Edward Countys, besitzt. Anthony hat die High School 2010 nicht abgeschlossen, bestand jedoch später das General-Educational-Development-Diplom. Er arbeitete in der Industrie in Virginia. 2013 habe er in einer Papiermühle in North Carolina gearbeitet und ein Arbeitsunfall habe zu einem Schädelbruch und einer halbjährigen Krankheitszeit geführt. Von 2014 bis 2023 war er laut eigener Aussage auf Facebook im Außendienst des Vertriebs für industrielle Fertigung in Virginia, North Carolina und South Carolina tätig. Eigenen Angaben zufolge hat er im Jahr 2021 mit dem Schreiben von Musik angefangen, um damit seine Depressionen zu bewältigen. Den Künstlernamen habe er nach seinem Großvater ausgewählt, der in den 1930er Jahren in den Appalachen aufgewachsen sei, und politisch befinde er sich in der Mitte.
Am 9. August 2023 wurde sein Song Rich Men North of Richmond auf dem YouTube-Kanal „Radiowv“ veröffentlicht und generierte innerhalb der ersten Woche 17,5 Mio. (Stand 26. Oktober 2023: 87 Mio.) Audiostreams sowie 147.000 bezahlte Downloads. Damit erreichte er umgehend den ersten Platz in den US-amerikanischen Musik-Charts Billboard Hot 100. Dies war zuvor noch keinem Künstler gelungen, der bis dahin keine Charts-Notierung verzeichnete.
Sein zweites selbst veröffentlichtes Lied hat den Titel I want to go home.

## Rezeption
In Deutschland titelte die vom Verfassungsschutz als linksextremistisch eingestufte und beobachtete Tageszeitung Junge Welt den Künstler als „Proletarier des Tages“. Die konservative Wochenzeitung Junge Freiheit nannte ihn „Chartstürmer mit konservativer Botschaft“.